# Mercado San Juan de Dios

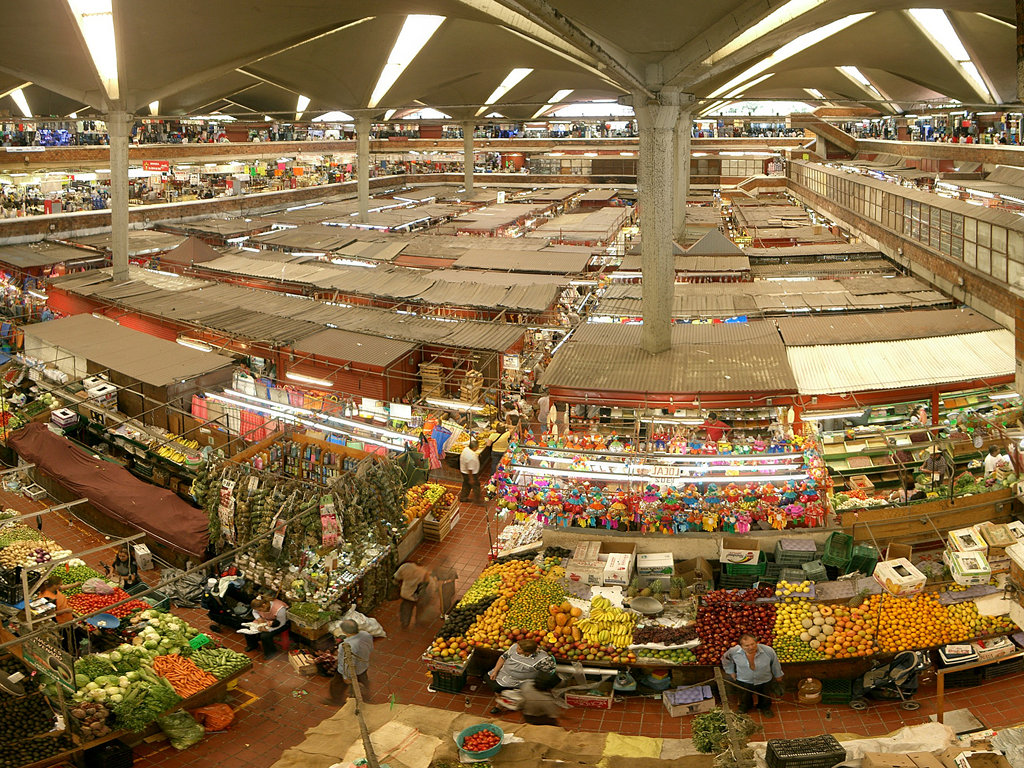
Mercado Libertad, en Guadalajara (México).

El Mercado Libertad, más conocido como Mercado de San Juan de Dios, está localizado en el Barrio de San Juan, en la zona centro de la ciudad de Guadalajara, Jalisco, México. Es el mercado techado más grande de América Latina. Fue obra del arquitecto Alejandro Zohn e inaugurado el 30 de diciembre de 1958.

## Historia
El actual mercado San Juan de Dios se encuentra ubicado en lo que una vez fue la orilla oriental del río san Juan de Dios, cercano al cual se 
fundó Guadalajara, capital de la entonces Nueva Galicia. La zona era la entrada de los bastimentos provenientes de la Ciudad de México, los cuales cruzaban el río a través de uno de los puentes de piedra construidos para el efecto y que era la vía más directa hacia las casas de gobierno de la ciudad novohispana.
La zona también había sido la ubicación de uno de los molinos de trigo de Guadalajara, propiedad de Francisco de Zaldívar, el cual había heredado de su padre Juan de Zaldivar, uno de los capitanes del conquistador Nuño Beltrán de Guzmán. Asimismo, fue un lugar estratégico al ser sede del Hospital de la Veracruz y que contaba con una capilla anexa dedicada también a la Santa Veracruz, la cual, fue la segunda capilla de Guadalajara, cuya construcción fue autorizada en 1557 por el primer obispo de la ciudad, Pedro Gómez de Maraver. Tanto el hospital como la capilla eran administradas originalmente por la cofradía de la Santa Veracruz y Sangre de Cristo, dedicada al cuidado de enfermos pobres, sin embargo, en 1606 fueron entregadas por el cabildo de Guadalajara, a instancias de dicha cofradía, a los hermanos juaninos, quienes dedicaron el hospital y la capilla anexa a su santo patrono y fundador san Juan de Dios. Durante el siglo XVIII se amplió el hospital y el convento juanino, mientras que la capilla se destruiría para construir en su lugar un templo más grande dedicado al mismo santo, el cual fue finalizado en 1726.
Hacia 1880, Mariano Bárcena en su obra Descripción de la Ciudad de Guadalajara, ya da cuenta de la existencia del mercado de san Juan de Dios como uno de los tres principales de Guadalajara, junto al de la plaza de Venegas o de la Independencia (actual mercado Corona) y el de plaza de Toros o plaza Alcalde.
Para esas fechas y hasta principios del siglo XX, el mercado de san Juan de Dios poseía la estructura del tianguis mexicano: tablados, lonas, mesas y tendidos sobre el suelo, todo esto al aire libre. No fue sino hasta 1928 que construyó un edificio dedicado a albergar a los comerciantes, cuyo proyecto y construcción estuvo a cargo del arquitecto Pedro Castellanos Lambley, cuya obra recibiría el nombre oficial de Mercado Libertad y el cual lucía "una fachada de estilo neocolonial clásico, acertadamente aderezado con elementos de ascendencia morisca.", el cual ocupaba una superficie de 12,000 metros cuadrados. El mercado de Castellanos fue proyectado para dar cabida 250 puestos, los cuales se volvieron insuficientes al cabo de unos años. 
A mediados de los años 50, durante la gubernatura de Agustín Yáñez, se entregó el proyecto de edificar un nuevo mercado al arquitecto Alejandro Zohn, quien realizó la edificación entre los años 1957 y 1958. El nuevo mercado fue inaugurado el 30 de diciembre de este último año, con una extensión de 25,000 metros cuadrados y una estructura de dos niveles. El propio Zohn describiría el concepto general de la obra:

"Se procuró tener un cierto orden, pero sin rigidez ni frialdad matemática, sino buscando el ambiente natural y espontáneo que se observa en los mercados callejeros. Se trató de hacer un conjunto agradable. Además se añadieron una serie de servicios públicos y sociales que dan al mercado un sentido prácticamente de centro cívico."
Alejandro Zohn.

## Descripción
En el lugar se acostumbra mucho el regateo, se pueden encontrar artículos originales a un mejor precio que en tiendas de prestigio, aunque también abundan los proveedores de mercancía falsificada e infracciones a derechos de autor (piratería).
En todo el mercado existen aproximadamente 4000 puestos, donde se comercializa ropa, lentes, zapatos, películas, videojuegos, instrumentos musicales CD, aparatos eléctricos, dulces, carnes frías, frutas y verduras, comida internacional, etcétera (en la planta baja se encuentran muchos puestos de comida típica de Guadalajara, como  tortas ahogadas, que es el plato más típico de Jalisco, tacos, pozole, menudo, etcétera).
El mercado consta de tres niveles y dos estacionamientos: Un estacionamiento en la parte superior (cerrado permanentemente) y el otro en la zona oeste.

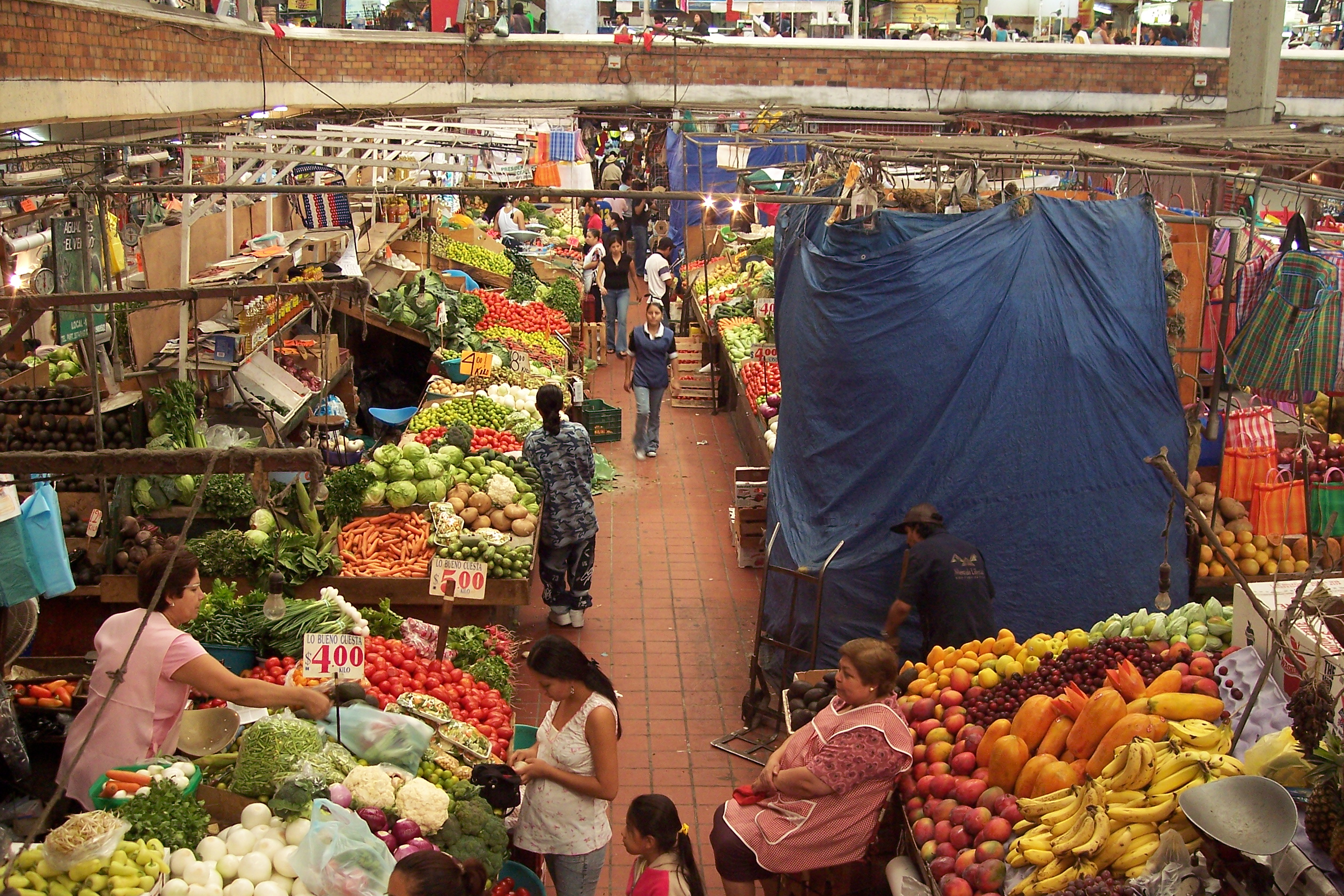
Detalle de la zona dedicada a alimentación

El primer nivel tiene una sección donde se encuentran toda clase de comestibles y dulces típicos, así como la zona de artesanías. En el segundo nivel están las fondas y pequeños restaurantes, con variados platillos mexicanos. Y en el tercer nivel, de más reciente creación, se venden artículos de importación, ropa, electrónicos, música, películas, equipos de cómputo, latas para grafiti, zapatos, etc. 
El mercado permanece abierto todos los días del año. Recibe visitas de vecinos de la zona, así como de turistas atraídos por las artesanías.
La idea es que los tres pisos comerciales sean "temáticos": un piso para joyería, dulces, artesanías, huaraches, etc.; otro sólo para comida, y un tercero para ropa, aparatos electrónicos y Software.
El día 31 de marzo del 2022, se registra un incendio en las instalaciones del mercado, en toda la zona Sur de este (es decir, la parte correspondiente a la avenida Javier Mina). El presidente municipal de Guadalajara, Pablo Lemus Navarro, mencionó que la zona afectada representa 13 % del total del mercado.